# Культурний консерватизм
Культурний консерватизм - це світогляд, який є різновидом консерватизму, в основі якого лежить збереження культури, котра характеризується її спадкоємністю як самої по собі, так і в якості основи соціальної та політичної стабільності суспільства. Цей світогляд необов'язково має бути пов'язаний з політичними ідеологіями. Виступає проти мультикультуралізму, що часто хибно вважають расизмом. Незважаючи на це, культурний консерватизм може бути більш нюансованим у своєму підході до мов і культур меншин; іноді він зосереджений на вивченні мов спадщини або відродженні мов, що перебувають під загрозою зникнення , наприклад, самобутнього місцевого діалекту французької мови у Квебеку, акадійської французької, канадської гельської та мови мімаків у Новій Шотландії та Нью-Брансвіку, або ірландської мови у Ньюфаундленді. В інших випадках культурний консерватизм більше зосереджений на збереженні культури предків етнічної меншини, що перебуває під загрозою зникнення, як, наприклад, у корінних американців.
У Сполучених Штатах культурний консерватизм може означати консервативну позицію в культурних війнах. Оскільки культурний консерватизм виражає соціальний вимір консерватизму згідно з теорією політичного компасу, його іноді називають соціальним консерватизмом. Соціальний консерватизм описує консервативні моральні та соціальні цінності, або традиціоналістичні консервативні позиції щодо соціокультурних питань, таких як аборти та одностатеві шлюби, на противагу культурному лібералізму (соціальний лібералізм у Сполучених Штатах). Водночас, націоналізм також відрізняється від культурного консерватизму тим, що не завжди зосереджується на певній культурі.

## Аргументи

### За
Прихильники наголошують, що культурний консерватизм зберігає культурну ідентичність країни. Вони часто пропагують асиміляцію з домінуючою культурою, вважаючи, що монокультурність є більш конструктивною для національної єдності. Вони стверджують, що асиміляція полегшує інтеграцію іммігрантів та етнічних меншин у ширше суспільство, представляючи культурний консерватизм як вирішення етнічних конфліктів . Дослідники відзначають, що чим більш культурно однорідною є громада, тим більше люди довіряють один одному. Було показано, що довіра знижується в більш культурно різноманітних регіонах.
Прихильники культурного консерватизму критикують мультикультуралізм, вважаючи, що культурний плюралізм шкодить єдиній національній ідентичності. Вони стверджують, що культурне розмаїття лише маргіналізує іммігрантів, роблячи їх чужими в суспільстві. Вважається, що в деяких країнах мультикультуралізм створює фактичну расову сегрегацію у вигляді етнічних анклавів. Опозиція до імміграції також є поширеною позицією серед прихильників. Іммігранти часто приносять із собою культуру, релігію та мову своїх рідних країн, іноді впливаючи на культуру приймаючих країн і змінюючи її. Прихильники культурного консерватизму стверджують, що деякі з цих імпортованих культурних практик, такі як хіджаби, полігамія, дитячі шлюби та каліцтва жіночих статевих органів, прямо суперечать цінностям домінуючої культури.

### Проти
Опоненти стверджують, що культурний консерватизм шкодить культурному розмаїттю. Вони критикують культурний консерватизм за сприяння культурній нетерпимості, створення вузького етноцентричного мислення та придушення самовираження. Противники посилаються на численні історичні звірства, які походять від крайніх форм культурного консерватизму, таких як расизм, геноцид, етнічні чистки, колоніалізм і расова сегрегація. Вони наголошують, що культурна асиміляція призводить до маргіналізації меншин, які не відповідають домінуючій культурі.
Противники підтримують мультикультуралізм, вважаючи, що він створює більш різноманітне і толерантне суспільство. Вони стверджують, що це допомагає представникам етнічної більшості дізнатися більше про інші культури, краще адаптуватися до соціальних змін і бути більш толерантними до розмаїття . Також вони вважають, що мультикультуралізм привертає більше уваги до історичних досягнень інших етнічних груп, якими нехтували в минулі часи. Підтримка імміграції є також поширеною позицією серед опонентів культурного консерватизму, які стверджують, що вона збагачує суспільство, вносячи різноманітні нові ідеї. У деяких випадках мистецтво, музика, їжа або одяг іммігрантів переймаються домінуючою культурою.

## За країною

### Австралія
У 2006 році уряд Австралії запропонував запровадити обов'язковий іспит на отримання громадянства, який би оцінював рівень володіння англійською мовою та знання австралійських цінностей. Це викликало дебати про культурний консерватизм в Австралії. Ендрю Робб розповів на конференції, що деякі австралійці стурбовані тим, що групи за інтересами перетворили мультикультуралізм на філософію, яка ставить «вірність оригінальній культурі вище за національну лояльність, філософію, яка заохочує окремий розвиток, федерацію етнічних культур, а не одну спільноту».
Одна нація - консервативна політична партія, яка виступає проти мультикультуралізму, називаючи його «загрозою самій основі австралійської культури, ідентичності та спільних цінностей».

### Канада
На відміну від Сполучених Штатів, Канада завжди була культурно розділеною країною, хоча й різноманітною. З часів прем'єрства П'єра Трюдо канадська ідентичність розглядається як культурна мозаїка. Трюдо-старший якось заявив, що «не існує такого поняття, як взірець або ідеальний канадець», і що прагнути до нього - «згубне» заняття. Його син Джастін Трюдо, також прем'єр-міністр, продовжив поширювати цей дух, оголосивши Канаду «першою постнаціональною державою» через відсутність основної ідентичності та мейнстріму . П'ята хвиля імміграції до Канади, яка розпочалася після прем'єрства Трюдо-старшого і триває донині, є найбільшим проявом цих змін. Наприклад, у місті Ричмонд, Британська Колумбія, більшість населення складають китайці, а майже половина мешканців Торонто - іноземці, місто, яке зараз носить девіз « Різноманітність - наша сила». Канадський культурний консерватизм як реакція на мультикультуралізм П'єра Трюдо (а згодом Брайана Малруні) досяг свого піку за часів Партії реформ і з часом пішов на спад. Його занепад ознаменувався провалом на виборах Народної партії Канади, яка сформувалася частково як відповідь на слабкість Консервативної партії в цьому питанні.

### Квебек
Квебек є унікальним регіоном у Канаді завдяки своєму культурному консерватизму. Хоча Квебек не є ні соціально консервативною провінцією, ні релігійно консервативною (з часів Тихої революції), квебекська культура завжди зберігала певну підозрілість і небажання об'єднуватися з рештою Канади. Мовний протекціонізм (відображений у таких законах, як Білль 101) є головним предметом занепокоєння культурних консерваторів Квебеку. Квебек провів два референдуми про відокремлення і ніколи не ратифікував Конституційний акт 1982 року. Квебецький блок утворився у відповідь на прем'єрство Малруні (як і реформістська партія), щоб відстоювати інтереси квебекців у федеральному парламенті. Колись вона була офіційною опозицією, після чого її популярність пішла на спад, але останнім часом партія знову стала популярною, і зараз вона займає 32 з 78 місць у Палаті громад Квебеку.

### Китай
Центральним  елементом ідей Культурної революції була ліквідація «чотирьох пережитків» - елементів китайської культури, які в той час вважалися такими, що протистояли цілям комуністичного режиму в Китаї. Однак Комуністична партія Китаю (КПК) в той час захищала деякі з найважливіших китайських історичних пам'яток, в тому числі деякі археологічні відкриття, такі як Теракотова армія. Генеральний секретар КПК Сі Цзіньпін спостерігав за відродженням популярності історичних китайських культурних діячів, таких як Конфуцій, і зробив більший акцент на цінності китайської культури, ніж його попередники. Він також включає культуру до своїх «Чотирьох всебічних аспектів».

### Франція
Французький політичний теоретик Ален де Бенуа стверджує, що демократія за своєю суттю має бути урядом національної культури, а тому ліберальний плюралізм не є демократичним.

### Німеччина
У Німеччині паралельні суспільства, створені деякими іммігрантськими громадами, були розкритиковані культурними консерваторами, що призвело до появи концепції Leitkultur. Консервативна канцлерка Ангела Меркель з Християнсько-демократичного союзу назвала спроби побудувати мультикультурне німецьке суспільство «провальними, абсолютно провальними». Багато німців висловлюють тривогу з приводу великої кількості мусульманських іммігрантів у їхній країні, багато з яких не змогли інтегруватися в німецьке суспільство.

### Італія
В Італії дуже консервативне в культурному плані суспільство. Нещодавні опитування показують, що переважна більшість італійців хочуть, щоб в країну в'їжджало менше іммігрантів, тоді як мало хто хоче зберегти нинішній рівень або збільшити імміграцію.

### Японія
Японія довгий час була культурно консервативним суспільством. Будучи монокультурною, вона традиційно відмовлялася визнавати етнічні відмінності в Японії.

### Нідерланди
Пол Клітер критикував мультикультуралізм, політкоректність, культурний релятивізм і незахідні культурні цінності. Він стверджував, що культурний релятивізм призведе до прийняття застарілих практик, принесених у Західний світ іммігрантами, таких як сексизм, гомофобія та антисемітизм.
Пол Шеффер вважає, що культурний консерватизм та інтеграція необхідні для суспільства, але присутність іммігрантів підриває це. Він називає нездатність до асиміляції, фактичну сегрегацію, безробіття, злочинність та опозицію мусульман до секуляризму основними проблемами, що виникають внаслідок імміграції.

### Росія
У Росії російську культуру захищають культурні консерватори на тій підставі, що руйнування традиційних цінностей є недемократичним.

### Сполучене Королівство
У 20-му столітті імміграція до Сполученого Королівства призвела до формування мультикультурної політики. Однак з початку 21-го століття уряд Великої Британії рухається в напрямку культурного консерватизму та асиміляції меншин. Опозиція виросла до мультикультурної урядової політики, причому дехто вважає її дорогою поразкою. Після вибухів у Лондоні 7 липня 2005 року консерватор Девід Девіс назвав таку політику «застарілою».
Ед Вест стверджує, що британський істеблішмент сліпо прийняв мультикультуралізм без належного врахування недоліків етнічного розмаїття. На думку культурних консерваторів, в той час як культурам меншин дозволяється залишатися самобутніми, традиційну британську культуру засуджують за винятковість і пристосовують до меншин, часто без згоди місцевого населення.

### США
Основна критика культурних консерваторів у США полягає в тому, що мультикультуралізм підриває національну єдність, перешкоджає соціальній інтеграції та призводить до фрагментації суспільства. Самуель Гантінгтон описав мультикультуралізм як антизахідну ідеологію, яка атакує включення Сполучених Штатів у західну цивілізацію, заперечує існування спільної американської культури та просуває етнічну ідентичність на противагу національній.
Дискусії про збереження американської культури часто включають дефініційні суперечки. Дехто вважає Сполучені Штати нацією іммігрантів або «плавильним котлом», інші (наприклад, Девід Гакетт Фішер) стверджують, що британська іммігрантська культура відповідальна за розвиток сучасної американської культури та цінностей. Американські культурні консерватори часто стверджують, що культура перебуває під загрозою, насамперед, через демографічні зміни внаслідок імміграції, а також через вплив академічних кіл, які з часом продукують дедалі більше лівих випускників. Дінеш Д'Соуза стверджує, що мультикультуралізм в американських університетах підриває моральний універсалізм, який колись відстоювала освіта. Зокрема, він критикує зростання кількості програм з етнічних досліджень
.

## Список культурно-консервативних політичних партій

### Болгарія
- Болгарський національний союз «Нова демократія»

### Канада
- Народна партія Канади
- Коаліція за майбутнє Квебеку

### Данія
- Данська народна партія

### Естонія
- Консервативна народна партія Естонії

### Франція
- Національне об'єднання

### Німеччина
- Альянс Сари Вагенкнехт

### Греція
- Грецьке рішення

### Угорщина
- Фідес
- Наша Батьківщина

### Італія
- Ліга Півночі

### Нідерланди
- Партія свободи

### Нова Зеландія
- New Zealand First

### Польща
- Право і справедливість

### Португалія
- Народна партія

### Іспанія
- Вокс

### Швеція
- Альтернатива для Швеції
- Шведські демократи

### США
- Конституційна партія
- Республіканська партія США